# Xã Battle, Quận Beltrami, Minnesota
Xã Battle (tiếng Anh: Battle Township) là một xã thuộc quận Beltrami, tiểu bang Minnesota, Hoa Kỳ. Năm 2010, dân số của xã này là 46 người.